# 青山洋一
青山 洋一（あおやま よういち、1964年8月16日 - ）は、日本の実業家、馬主。
東京都渋谷区に本社があるヘアサロン「モッズ・ヘア」などを傘下に置く株式会社エム・エイチ・グループの創業者で、元会長。

## 経歴
島根県出身。父親は島根で土木会社を経営していたが、青山が10代後半のときに倒産し、家屋敷を失う。働き始めたものの、20代の前半までに職場を20回以上変える。1987年に同級生の友人と代行運転業を始める。結婚を機に運転代行を辞め、郵便局と地元生産者を結ぶ仲介業をきっかけに、第二電電の代理店業務を始める。1990年株式会社ビー・アイ・ジー・グループを松江市に設立。社名は「いつかビッグになる」という願いから、bigを1文字ずつ読んだもの。1992年には携帯電話販売代理店に移行し、順調に店舗数を伸ばし、1999年には売上高100億に達した。同年、株式店頭公開。その後、新会社設立、買収、売却などを繰り返しながら、不動産、高齢者介護施設など、数多くの事業を展開する。2005年にヘアサロンチェーンのモッズ・ヘアを運営するアトリエ・エム・エイチとその関連会社を買収、株式会社エム・エイチ・グループを設立。2009年に同社を吸収合併し、ビー・アイ・ジーからエム・エイチ・グループに社名変更し、会長に就任。

## 馬主活動

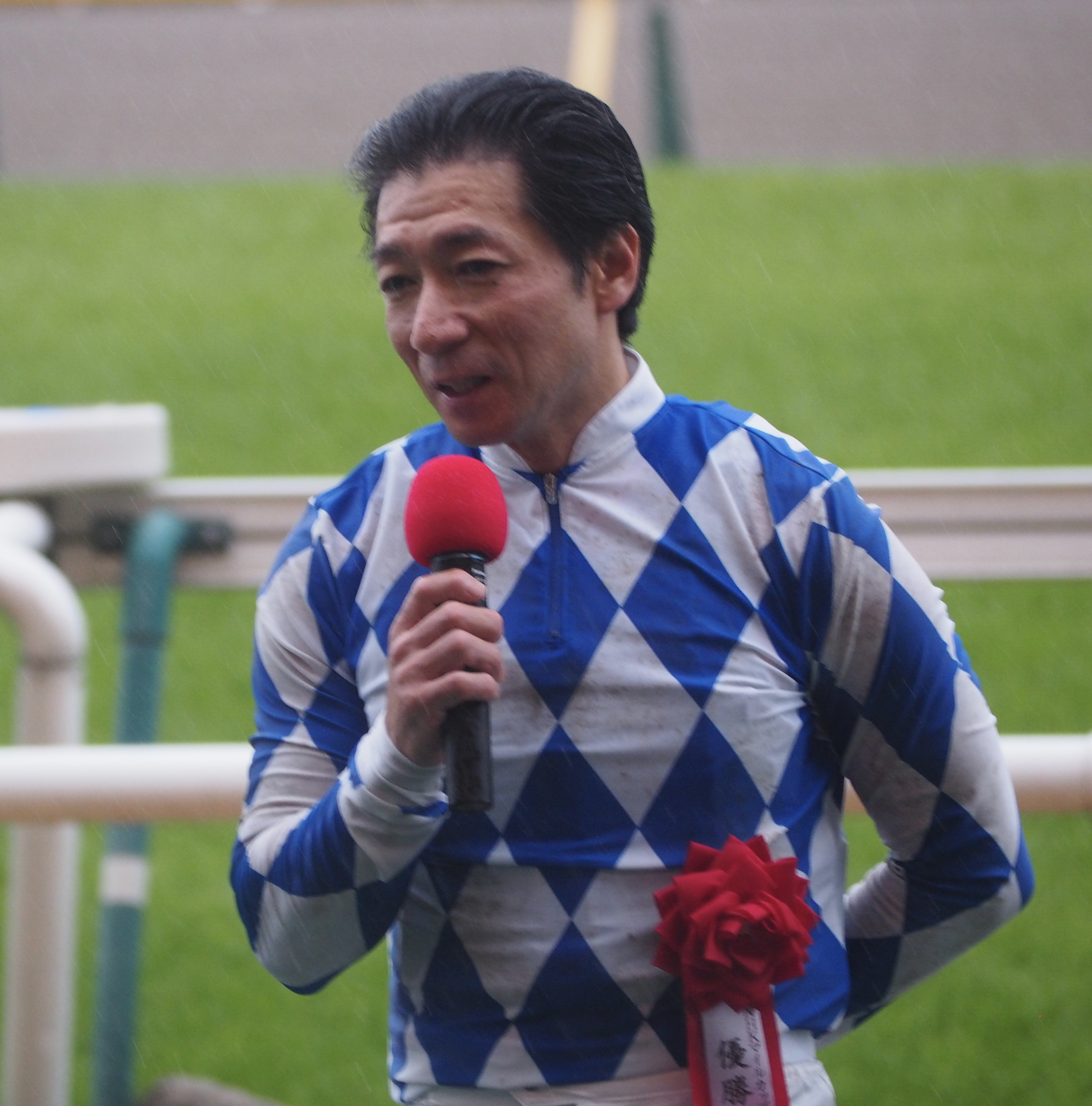
青山の勝負服を着用した内田博幸

日本中央競馬会（JRA）および地方競馬全国協会（NAR）に登録する馬主としても知られる。勝負服の柄は白、青ダイヤモンド、冠名は現在は特に用いない。2003年頃の初所有馬には「興奮」＋冠名を馬名の由来とするエキサイトアルダンがおり、その冠名の由来は「メジロアルダンを好きだったので」としている。

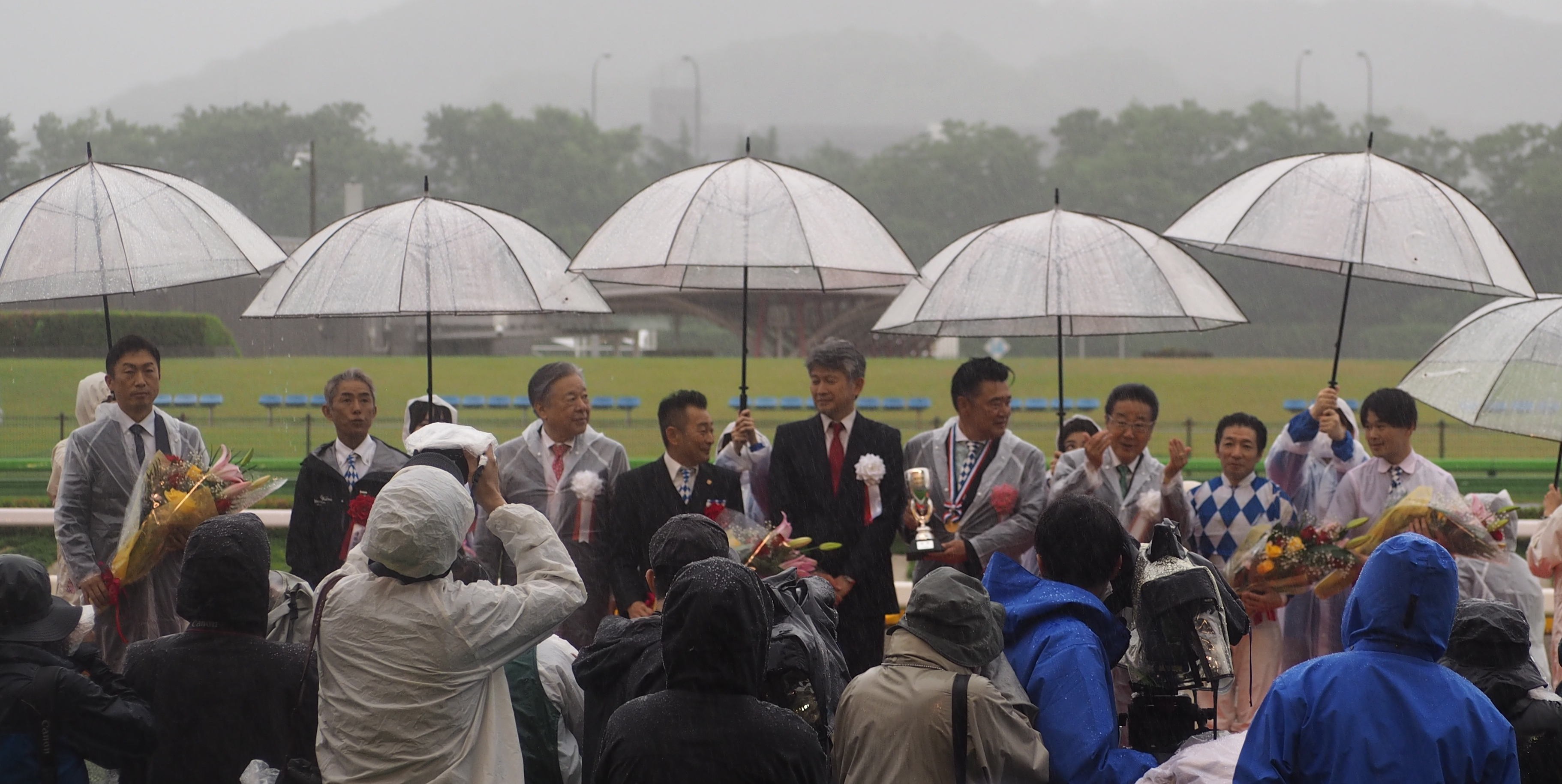
2023年NHKマイルカップ優勝時（右から4人目が青山）

## 主な所有馬

### GI級競走優勝馬
- ジュエラー（2016年桜花賞）
- シャンパンカラー（2023年NHKマイルカップ）[7]

### 重賞競走優勝馬
斜字は地方重賞。
- シーキングザダイヤ（2004年ニュージーランドトロフィー、アーリントンカップ、兵庫ゴールドトロフィー、2006年日本テレビ盃、2007年彩の国浦和記念、GI級競走2着9回）
- ワンカラット（2009年フィリーズレビュー、2010年函館スプリントステークス、キーンランドカップ）
- フォーエバーマーク（2013年キーンランドカップ）
- ブルーチッパー（2015年スパーキングサマーカップ、東京シンデレラマイル、2016年スパーキングサマーカップ）
- トゥードジボン（2024年関屋記念）
- イグザルト（2025年フジノウェーブ記念）

### その他の所有馬
- ボーナスフィーバー（フサイチペガサスの半弟、種牡馬、ブルーチッパーの父）
- ワントゥワン（2018年関屋記念2着、京成杯オータムハンデキャップ2着、富士ステークス2着）